# Radfahren (Magazin)
Radfahren ist eine deutsche Special-Interest-Zeitschrift.

## Hintergrund
Das deutschsprachige Magazin erscheint mit jährlich acht Ausgaben im Verlag BVA BikeMedia. Der Redaktionssitz befindet sich in Ismaning bei München. Die Redaktionsleitung liegt bei Johanna Nimrich und Stephan Kümmel.
Inhaltlich geht es u. a. um die Themen Fahrradfahren, Trekking, Tests, Reisen und Radkultur.

## Geschichte
Das Magazin erschien erstmals 1980 unter dem Titel „aktiv Radfahren“. Zum Start des Jahres 2021 änderte sich der Name der Publikation zu Radfahren.
Die Chefredakteure/Redaktionsleiter im Laufe der Zeit waren:
- 1980–1986: Johannes Lübeck
- 1986–1988: Wolfgang Tofing
- 1988–1991: Walter Brede
- 1991–1997: Michael Bollschweiler
- 1998–2021: Daniel O. Fikuart
- seit April 2021: Johanna Nimrich und Stephan Kümmel

Bis 1997 war „aktiv Radfahren“ Mitgliederzeitschrift des ADFC.